# Tomura abscondita
Tomura abscondita is een slakkensoort uit de familie van de Cornirostridae. De wetenschappelijke naam van de soort is voor het eerst geldig gepubliceerd in 1999 door Rolán & Rubio.